# كريشيمير الأول
كريشيمير الأول (بالكرواتية: Krešimir I.)‏ هو ملك مملكة كرواتيا منذ عام 935 وحتى وفاته في عام 945 م، وهو أحد أفراد اسرة تربيميروفيتش.

## الحكم
أصبح كريشيمير الأول ملكاً بعد وفاة ابيه الملك تربيمير الثاني، وقد عمل كأباه على جعل كرواتيا قوة عسكرية كبيرة، وبعد وفاته أصبح ولداه ميروسلاف وميهايلو كريشيمير الثاني ملوكاً من بعده الواحد تلو الآخر إلا أن كرواتيا دخلت بسبب الصراع بينهما على العرش في حرب أهلية، في الوقت الذي قام فيه أمير صربيا چاسلاڤ كلونيميروفيتش بتعزيز قواته على الحدود عند نهر ڤرابس كما قام النارنتيون بالسيطرة على جزيرتي ڤيز ولاستوڤو من الكروات.